# アウェイク (映画)
『アウェイク』（原題: Awake）は、2007年のアメリカ映画。実際の医療現場でも起きることのある術中覚醒をモチーフに、全身麻酔の手術中に意識を取り戻してしまった青年の恐怖を描くサスペンス・スリラー。意識はあるが麻酔で体の自由が利かず、激痛の中で衝撃の事実を知る主人公をヘイデン・クリステンセンが熱演する。その恋人にジェシカ・アルバが扮するほか、テレンス・ハワード、レナ・オリンら実力派が共演する。

## ストーリー
亡父の大企業を継いだ青年クレイトン（ヘイデン・クリステンセン）は、賢く資産を増やしていたが、心臓疾患を抱え移植手術を待つ身だった。まだ若い実母から、何かと干渉されるのも鬱陶しいクレイトン。美しいサマンサ（ジェシカ・アルバ）から結婚を迫られているが、クレイトンは、それすらも母に言い出せずにいた。
高名なナイヤー博士に移植手術を任せようと主張する母。しかし、クレイトンは主治医のジャックを信頼していた。母ともめた勢いで、真夜中にサムと正式に結婚するクレイトン。翌朝、ジャックから新しい心臓が見つかったと連絡が入った。
手術台に横たわるクレイトン。だが、全身麻酔で身体が麻痺しても、彼の意識は覚めたままだった。“術中覚醒”の状態で胸を切り開かれ、激痛を体感するクレイトン。
やがて幽体離脱し、周囲の状況に気づき始めるクレイトン。ジャックは、手術を急ぐ為に新しい心臓を不正にクレイトンに回したと言っている。新妻のサマンサまでもが手術室に入り、新しい心臓に薬物を打てと言う。この手術のメンバーは、サマンサも含めて、クレイトンを拒絶反応で殺す計画だったのだ。結婚さえすれば、サマンサには1億ドルの遺産が入る予定だった。
待合室でクレイトンの死亡を告げられる母。しかし、人工心肺が外される前に母はその場で自殺した。直前に母から連絡を受けて、駆け付けるナイヤー博士。博士は、適合する母の心臓を使ってもう一度、手術を行うと宣言した。不正な手術を暴かれ、逃げ出すジャックやサマンサたち。
お互いに霊体として話し合うクレイトンと母。母が過剰にクレイトンに干渉したのには理由があった。母は、幼いクレイトンにまで辛く当たる暴君の夫を、クレイトンの眼の前で撲殺し、隠蔽していたのだ。クレイトンの記憶は、母が必死に教え込んだ偽物だった。全てを話し終えて立ち去る母の霊。クレイトンは麻酔から覚めて目を開けた。

## キャスト
| 役名                           | 俳優                         | 日本語吹替   |
| ------------------------------ | ---------------------------- | ------------ |
| クレイトン・ベレスフォード・Jr | ヘイデン・クリステンセン     | 川田紳司     |
| サマンサ・ロックウッド         | ジェシカ・アルバ             | 佐古真弓     |
| ジャック・ハーパー医師         | テレンス・ハワード           | 坂詰貴之     |
| リリス・ベレスフォード         | レナ・オリン                 | 唐沢潤       |
| ジョナサン・ナイヤー医師       | アーリス・ハワード           | 広瀬彰勇     |
| ラリー・ルーピン医師           | クリストファー・マクドナルド | 仲野裕       |
| パットナム医師                 | フィッシャー・スティーヴンス | 中西としはる |
| ペニー・カーヴァー看護師       | ジョージナ・チャップマン     | 平野夏那子   |
| クレイトン・ベレスフォード・Sr | サム・ロバーズ               | 池田ヒトシ   |
| 少年時代のクレイ               | スティーヴン・ヒンクル       | 田村睦心     |
| ドラキュラ                     | デヴィッド・ハーバー         | 野沢聡       |
| ワタリ                         | リー・ワン                   | 尾花かんじ   |
| 女性通訳                       | カエ・シミズ                 | 伊藤春香     |
| エルボーゲン医師               | ジョセフ・コスタ             | 寸石和弘     |
| 病院スタッフ                   | チャーリー・ヒューソン       | 樋口智透     |
| 看護師1                        | ラーナ・モリソン             | 高橋里枝     |
| 牧師1                          | リチャード・トムセン         | 真田五郎     |
| 牧師2                          | ジョシュア・ローリンズ       | 金子修       |

## 評価
- Rotten Tomatoesでの評論家の支持率は24%であった[2]。
- 第28回ゴールデンラズベリー賞では最低主演女優賞[3]、最低スクリーンカップル賞[4]にノミネートされた。